# 불교 음악

불교 음악으로는 성명(聲明)·강식(講式)·화찬(和讚)·어영가(御詠歌)·무악관현악(舞樂管絃樂) 등이 있다.

## 역사
신라시대에 중국 통해 들어와 한국 고유의 음악과 혼합되었다. 신라·고려시대에는 왕성히 발전하였으나 조선시대부터 소멸되었다.

## 같이 보기
- 바크티
- 다라니
- 만트라
- 배음 창법
- 목노래